# Кискелово
Киске́лово (фин. Kiiskilä) — деревня в Лесколовском сельском поселении Всеволожского района Ленинградской области.

## Название
По данным обследования, произведённого летом 1927 года историком, председателем ЛОИКФУН Вячеславом Александровичем Егоровым (1878—1934), название деревни происходит от основателя деревни — карела по прозвищу Кииски (фин. Kiiski — ёрш).

## История
Под названием Кискелева деревня упоминается на «Карте окружности Санкт-Петербурга» 1810 года.
Как деревня Кискилева она обозначена на карте Санкт-Петербургской губернии Ф. Ф. Шуберта 1834 года.
На этнографической карте Санкт-Петербургской губернии П. И. Кёппена 1849 года она обозначена как деревня «Kiiskilä», расположенная в ареале расселения эвремейсов. В пояснительном тексте к этнографической карте деревня названа Kiiskilä (Кииссолова, Кискилева, Киськюля) и указано количество её жителей на 1848 год: эвремейсов — 14 м. п., 14 ж. п., а также ижоры 5 м. п., 7 ж. п. и финнов — 3 м. п., 4 ж. п., всего 47 человек.

КИСЬКЕЛОВО — деревня дворянки Гомазовой по просёлочной дороге, 9 дворов, 30 душ м. п. (1856 год)

- План деревни Кискелово. 1860 год.

Согласно «Топографической карте частей Санкт-Петербургской и Выборгской губерний» в 1860 году деревня Кискилева насчитывала 11 дворов.

КИСКЕЛОВО (КИСКИЛЕВА) — деревня владельческая при колодцах, 12 дворов, 46 м. п., 54 ж. п. (1862 год)

КИСКЕЛОВО — деревня Куйвозовского сельского общества при проселочной дороге, при родниках 14 дворов, 47 м. п., 39 ж. п., всего 86 чел. (1896 год)

В конце XIX — начале XX века деревня административно относилась к Куйвозовской волости 4-го стана Санкт-Петербургского уезда Санкт-Петербургской губернии.

КИСКЕЛЕВО (КИСКИЛЕВА) — селение Куйвозовского сельского общества, число домохозяев — 17, наличных душ: 45 м. п., 49 ж. п.; Количество надельной земли — 112/1392, в том числе лесного надела — нет (в десятинах/саженях). (1905 год)

В 1908 году в деревне Кисколово проживали 89 человек из них 12 детей школьного возраста (от 8 до 11 лет).
Согласно переписи населения СССР 1926 года:

КИСКЕЛОВО — деревня Лесколовского сельсовета Куйвозовской волости Ленинградского уезда, 34 хозяйства, 195 душ.

Из них: ингерманландцев — 32 хозяйства, 188 душ (91 м. п. и 97 ж. п.); суоми — 2 хозяйства, 7 душ (4 м. п. и 3 ж. п.). (1926 год)

По данным обследования, проведённого в 1927 году ЛОИКФУН, деревня насчитывала 33 двора, где проживали: 119 финнов и 60 русских.
В 1930-е годы в деревне работал финский колхоз «Uusi tie» («Новый путь»).
По административным данным 1933 года деревня Кискелово относилась к Лесколовскому сельсовету Куйвозовского финского национального района.
Согласно переписи населения СССР 1939 года:

КИСКЕЛОВО — деревня Лесколовского сельсовета Парголовского района, 158 чел. (1939 год)

- Деревня Кискелово на карте 1939 года

Согласно топографической карте РККА 1939 года деревня называлась Кискилево и насчитывала 30 дворов. В 1940 году деревня также насчитывала 30 дворов.
До 1942 года — место компактного проживания ингерманландских финнов.
В 1958 году население деревни составляло 101 человек.
По данным 1966, 1973 и 1990 годов деревня Кискелово входила в состав Лесколовского сельсовета.
В советские годы деревня входила в состав совхоза «Красный сеятель».
В 1997 году в деревне проживали 16 человек, в 2002 году — 28 человек (русских — 64%), в 2007 году — 22, в 2010 году — 31 человек.

## География
Кискелово находится в северной части района на автодороге 41К-308 (Подъезд к дер. Кискелово), близ деревни Лесколово.
Расстояние до административного центра поселения — 5 км.
Расстояние до ближайшей железнодорожной станции Пери — 4 км.
Через деревню протекает ручей Палайоки — левый приток реки Авлога.

## Демография
| 1848 | 1862 | 1896 | 1905 | 1926 | 1939 | 1958 |
| ---- | ---- | ---- | ---- | ---- | ---- | ---- |
| 47   | ↗100 | ↘86  | ↗94  | ↗195 | ↘158 | ↘101 |
| 1997 | 2002 | 2007 | 2010 | 2013 | 2017 |      |
| ↘16  | ↗28  | ↘22  | ↗31  | ↗39  | ↘29  |      |

### Национальный состав
Согласно данным Всероссийской переписи населения 2021 года в деревне проживали 63 человека, из них:
 русские — 57, финны-ингерманландцы — 4 человека, остальные национальность не указали.

## Улицы
Думская, Крымская, Новая, Окраинная, Яблоневая.